# Простое число Вагстафа
Простое число Вагстафа — простое число вида:
{\displaystyle {{2^{q}+1} \over 3}},
где {\displaystyle q} — другое простое число.
Названы в честь Самуэля Вагстафа (англ. Samuel S. Wagstaff, Jr.), при этом считается, что это наименование им дал Франсуа Морен (François Morain в 1990 году в выступлении на конференции Eurocrypt-1990.
Простые числа Вагстафа имеют отношение к новой гипотезе Мерсенна и имеют приложение в криптографии.
Три первых числа Вагстафа — это 3, 11 и 43, поскольку:
{\displaystyle 3={2^{3}+1 \over 3}}, {\displaystyle 11={2^{5}+1 \over 3}}, {\displaystyle 43={2^{7}+1 \over 3}}.
Первые несколько чисел Вагстафа:
3, 11, 43, 683, 2731, 43691, 174763, 2796203, 715827883, 2932031007403, 768614336404564651, …
Несколько первых показателей {\displaystyle q}, которые порождают простые Вагстафа или вероятно простые:
3, 5, 7, 11, 13, 17, 19, 23, 31, 43, 61, 79, 101, 127, 167, 191, 199, 313, 347, 701, 1709, 2617, 3539, 5807, 10501, 10691, 11279, 12391, 14479, 42737, 83339, 95369, 117239, 127031, 138937, 141079, 267017, 269987, 374321, 986191, 4031399, …, 13347311, 13372531, 15135397, …
В феврале 2010 года Тони Райкс (Tony Reix) обнаружил вероятно простое число Вагстафа:
{\displaystyle {\frac {2^{4031399}+1}{3}}},
оно состоит из 1 213 572 цифр и на тот момент являлось третьим наибольшим известным PRP.
В сентябре 2013 года Райан Проппер объявил о нахождении ещё двух вероятно простых чисел Вагстафа:
{\displaystyle {\frac {2^{13347311}+1}{3}}},
{\displaystyle {\frac {2^{13372531}+1}{3}}}.
Каждое из них является вероятно простым числом из чуть более чем 4 миллионов цифр. Они заняли 1-е и 2-е место в рейтинге наибольших известных PRP. При этом оставалось неизвестным, существуют ли ещё какие-либо показатели степени между 4 031 399 и 13 347 311, которые являлись бы вероятно простыми числами Вагстафа.
В июне 2021 года Райан Проппер вновь объявил о рекорде:
{\displaystyle {\frac {2^{15135397}+1}{3}}},
число состоит из более чем 4,5 млн цифр и является на 2024 год наибольшим известным простым числом Вагстафа и третьим по величине PRP.
Числа Вагстафа проверены на простоту для {\displaystyle q} вплоть до 83339. Числа с {\displaystyle q>83339} являются возможно простыми.
Проверка простоты для {\displaystyle q=42737} была проведена Франсуа Мореном в 2007 году в проекте распределённых вычислений ECPP, реализованном на нескольких сетях станций, работающих на процессоре Opteron.
Это было четвёртое по величине значение, проверенное в ECPP к 2010 году.
По состоянию на 2024 год самым быстрым алгоритмом проверки простоты чисел Вагстафа является ECPP.